# Daewoo Damas
Daewoo Damas este o versiune rebrand a lui Suzuki Carry produsă de producătorul auto sud-coreean Daewoo începând cu 1991. Acesta se află în prezent la cea de-a doua generație și este disponibil sub formă de autoutilitară și pick-up, aceasta din urmă fiind comercializată sub numele de Daewoo Labo.
Pe unele piețe de export, Daewoo Damas a fost vândut sub numele de Daewoo Attivo și de la preluarea Daewoo de către GM, a fost vândut pe unele piețe, precum America Centrală și Tunisia, ca Chevrolet CMV pentru autoutilitară (Damas) și Chevrolet CMP pentru camionetă (Labo).
Amândouă, Damas și Labo sunt echipate cu motorul F8A SOHC cu 79 cilindri cu patru cilindri, mai degrabă decât cu cele mai mici unități de 660 cc folosite inițial în Japonia, pentru a oferi mai multă putere și confort. Motorul a fost inițial fabricat pe benzină, dar este disponibil recent doar în Coreea de Sud, ca unitate pe bază de GPL.
Microvanul Damas este disponibil cu 5 sau 7 locuri și camionetă de marfă cu 2 locuri și oferă diverse opțiuni bazate pe modele DLX (deluxe) și SUPER. Labo este disponibil și în modelele STD (standard), DLX (deluxe) și SUPER. Două opțiuni principale de tipul caroseriei Labo sunt cube van și drop-side pickup truck. Pickup-ul are un lift electric opțional pentru hayon.
Damas este forma predominantă de transport public în Uzbekistan - atât de mult încât alte autobuze, cum ar fi microbuzele Mercedes, sunt numite 「Damas mare」. În Damas Marshrutkas, în general, peste 7 pasageri sunt înghesuiți.
Atât Damas-ul cât și Labos-ul sunt disponibile doar cu o transmisie manuală. Aerul condiționat este opțional. Însă motorul de 0,8 litri nu are suficientă putere pentru a transporta rapid marfa și pentru a furniza aer rece de la unitatea de aer condiționat în același timp, fără a se lupta. Motorul se zbate și se agită (care poate duce la un blocaj) dacă încercați ambele. Cu toate acestea, în sensul său, mașina este excelentă, fiabilă, rezistentă și nepăsătoare în jurul orașului și periferiei, atât timp cât nu sunt necesare viteze de peste 100 km / h (62 mph) - dincolo de care mașina devine incomodă.
VIDAMCO din Vietnam produce Damas în kit-uri "knock-down".

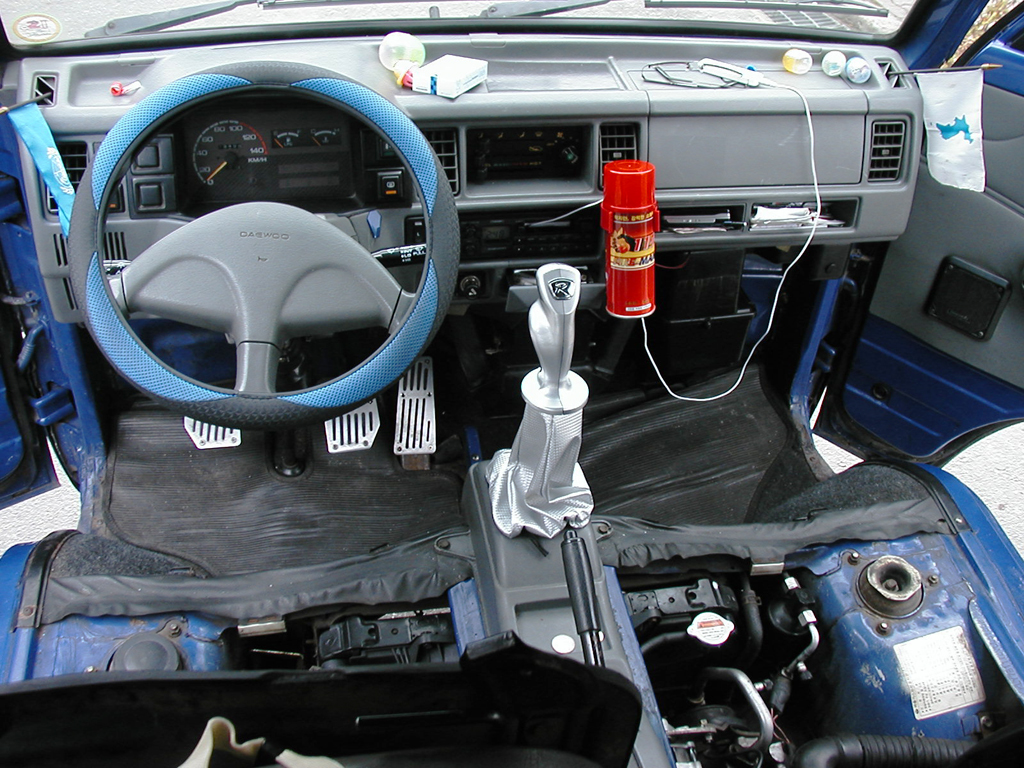
Daewoo Damas, Cockpit
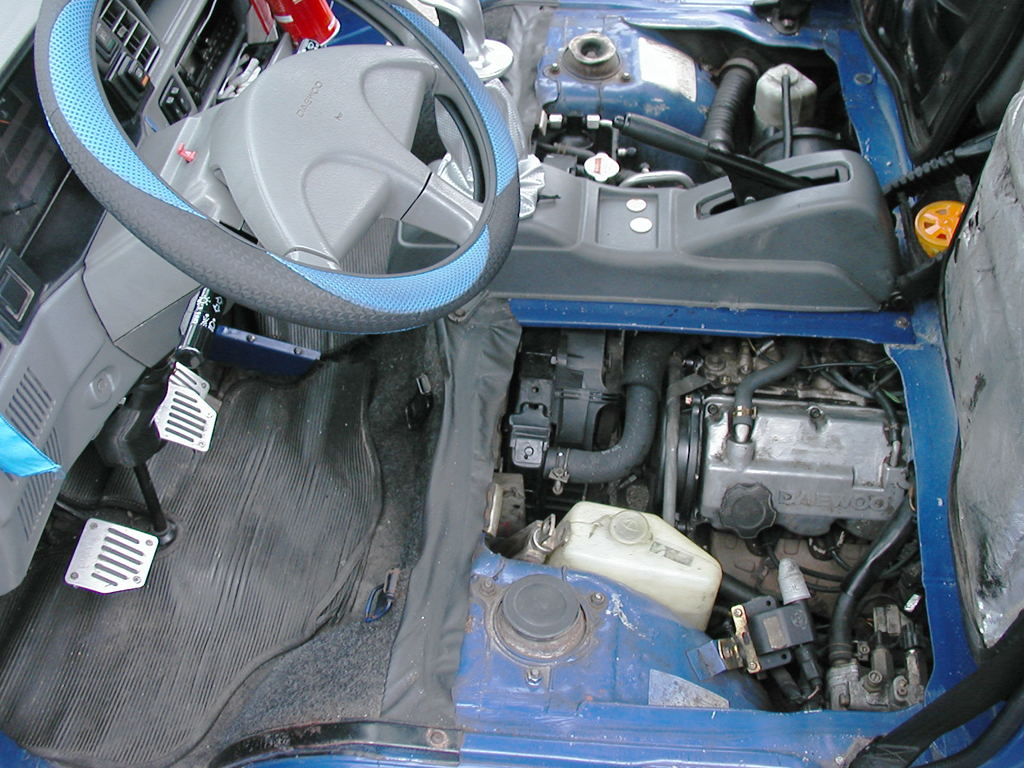
Daewoo Damas, compartimentul motor
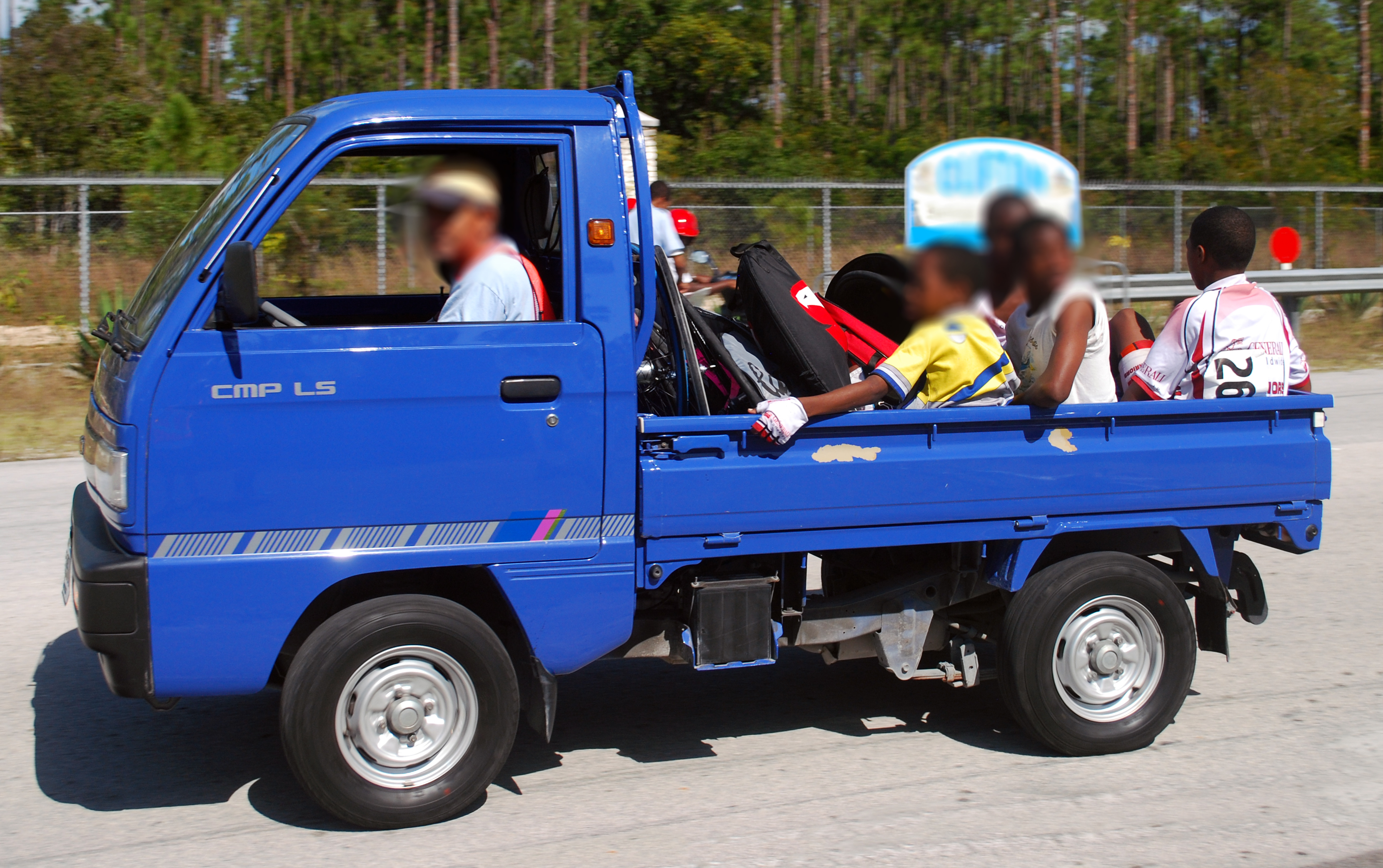
Chevrolet CMP (un Labo rebrand-uit)